# Peter Frederick Robinson

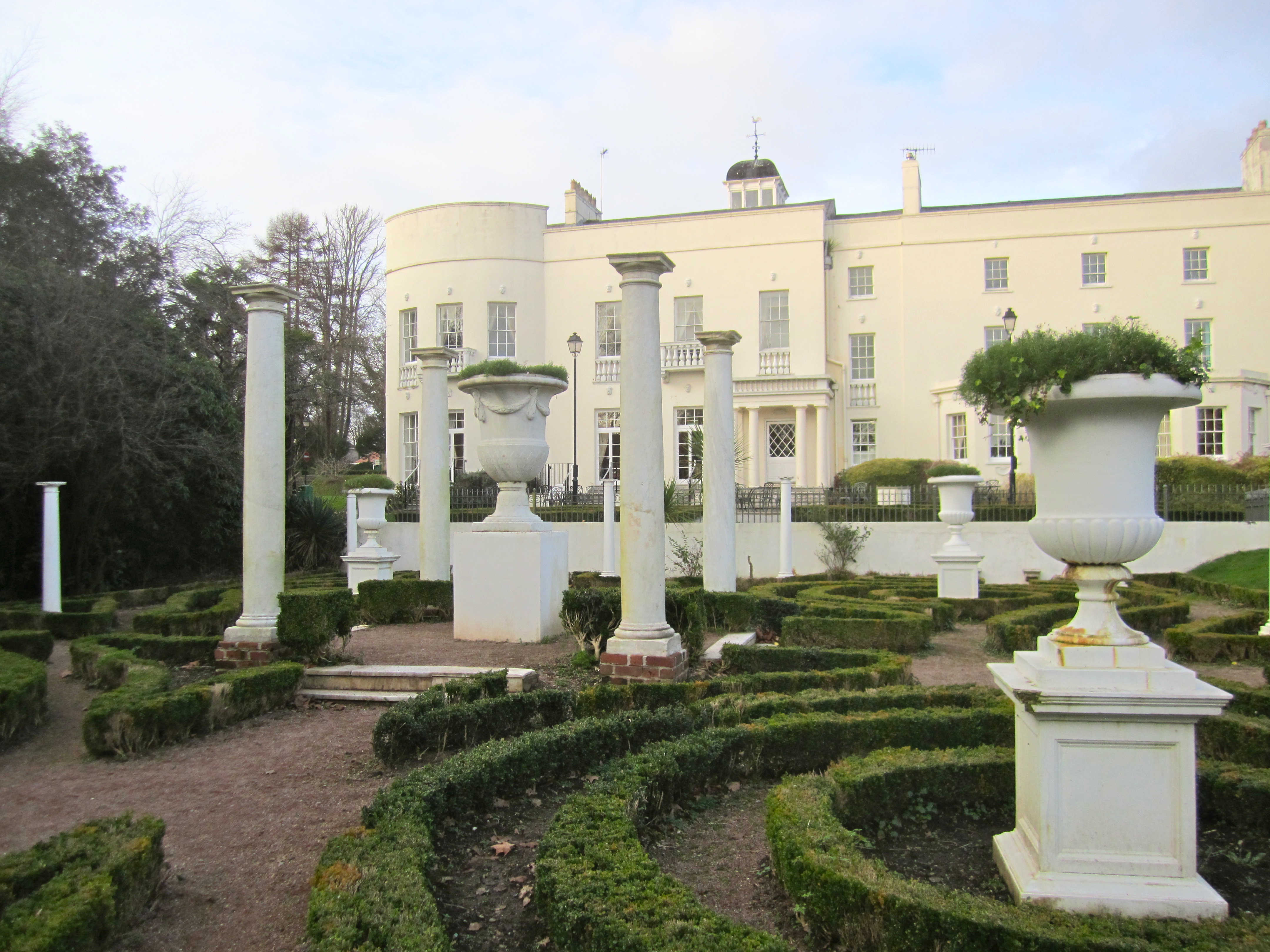
Sketty Hall.

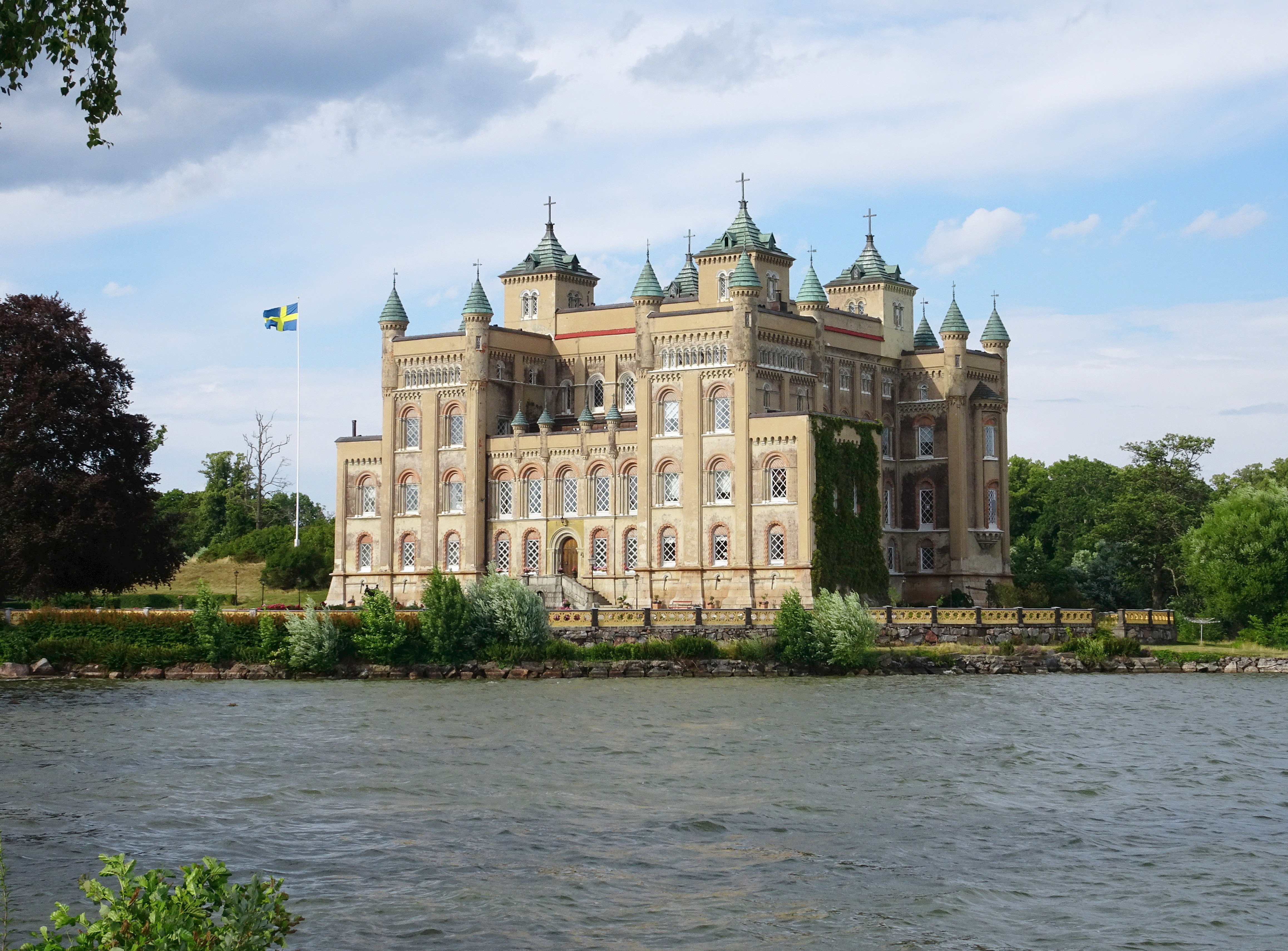
Stora Sundby slott.

Peter Frederick Robinson, född 1776 i Skottland, död 24 juni 1858 i Boulogne, var en arkitekt verksam i England, Irland, Skottland, Wales och Sverige på 1800-talet. 

## Biografi
Robinson var elev till William Porden 1790 och arbetade senare som assistent för Henry Holland. Han reste utomlands i stor utsträckning och är känd som en produktiv arkitekt för stugor och hus på landet i olika historiska och exotiska stilar. Han ställde ofta ut på Royal Academy of Arts i London från 1795 till 1833 och från 1823 till 1841. Han publicerade ett stort antal typritningar för stugor, villor, gårdsbyggnader och liknande. 
Han planerade också en fortsättning på Vitruvius Britannicus, som publicerade planscher av Woburn Abbey, Hatfield House, Hardwicke Hall, Castle Ashby och Warwick Castle från 1833 till 1841. Robinson blev ledamot av Royal Society of Arts 1826 och var vice ordförande för Royal Institute of British Architects. Dålig ekonomi tvingade emellertid Robinson att flytta utomlands och han bosatte sig i Boulogne 1840 där han avled den 24 juni 1858.

## Verk i urval
Till hans arbeten hör Egyptian Hall, Piccadilly, London (1811–1812), Sketty Hall, The Swiss cottage i Singleton Park och Singleton Abbey. Robinson var även verksam för ett byggprojekt i Sverige under åren 1831–1848 när greve Carl de Geer lät bygga om Stora Sundby slott i gammalnormandisk stil. Det var romanförfattaren sir Walter Scotts riddarborg Abbotsford House i Skottland (färdigställd 1820), som inspirerade paret Carl de Geer och Ulla De Geer (född Sprengtporten) till en omfattande ombyggnad av det på 1820-talet förvärvade Stora Sundby. Robinson besökte aldrig Sverige utan arbetade med hjälp av tillsända uppmätningsritningar. Själva bygget, ibland kallat "The Swedish Abbotsford", verkställdes av den östgötske byggmästaren Abraham Nyström.